# Aker (Deus)

Desenho símbolo de Aker.

Aker (também Akar ou Akher) é o horizonte e a divindade da morte no Antigo Egito. Simboliza a crosta terrestre, mas não deve ser confundida com o deus Gebe, que representa toda a superfície fértil da Terra.